# El alma de un tango
El alma de un tango, también nombrada como El alma es un tango y como El alma en un tango es una película en blanco y negro de Argentina dirigida por Julio Irigoyen sobre su propio guion que se estrenó el 20 de abril de 1945 y que tuvo como protagonistas a Héctor Palacios, Elisa Labardén, Lea Conti, Percival Murray y Warly Ceriani.

## Sinopsis
Un casamiento salvador en una familia que está en quiebra y un estudiante que pasa de los libros a la radio.

## Reparto
- Héctor Palacios
- Elisa Labardén
- Lea Conti
- Percival Murray
- Tino Tori
- Warly Ceriani
- Lea Ocampo
- Mauricio Bilevich
- Trío Gedeón
- Yuria Kramer
- Enrique Vico Carré

## Producción
El filme fue producido por Buenos Aires Film, una empresa dirigida por Julio Irigoyen que se caracterizaba por producir filmes clase “C” de muy bajo presupuesto y poca calidad artística, que en general eran historias con los personajes característicos de la ciudad: guapos prostitutas, cantores de tango, jugadores en oscuros cafetines, hipódromos y salones aristocráticos. La mayoría eran películas de gauchos o típicamente porteñas, con tango o con canciones de tierra adentro. Es dificultoso acceder a información sobre esas películas, en primer lugar porque una parte no se estrenó en Buenos Aires sino en las provincias del interior de Argentina y también en otros países de América Latina, en segundo término porque Irigoyen no conservaba los negativos y en tercer lugar por el escaso interés que tenía por ellas la prensa especializada.

## Comentarios
Roland lo califica de “film burdo“ y Manrupe y Portela dicen que es un “típico producto de ambientación radiofónica de la adocenada filmografía del director”.